# 컬트 영화
컬트 영화(cult film, cult movie or cult classic)란 비교적 소수의 열광적인 팬이 있는 영화를 가리킨다. 컬트 영화는 보통 영화와 다르게 특정한 장르에 속한 게 아니라, "열광적 현상" 유무에 따라 정한다. 대개 대중적으로 널리 알려지지 않거나 상업적으로는 크게 성공하지 못한 영화, 저예산 영화, B급 영화 중 컬트 영화로 규정되는 예가 많으나, 컬트 영화 가운데 상업적으로 성공한 영화도 존재하므로 절대적인 분류는 아니다. 컬트 영화 분류는 최초로 관객이 컬트 현상을 보인 미국 영화 《록키 호러 픽쳐 쇼》 이후 일반화되었다.

## 컬트 영화로 분류되는 영화들
- 록키 호러 픽쳐 쇼
- 블루 벨벳
- 광란의 사랑
- 성스러운 피
- 펄프 픽션
- 이레이저 헤드
- 살아있는 시체들의 밤
- 레닌그라드 카우보이 미국에 가다
- 지구를 지켜라
- 토마토 특공대
- 영웅본색
- 텍사스 전기톱 살인마
- 핼러윈
- 외계로부터의 9호 계획
- 쇼 걸
- 301, 302

## 같이 보기
- B급 영화
- 슬리퍼 히트
- 목버스터